# Maomé Axeique
Maomé Axeique Axarife Alhaçani (em árabe: محمد الشيخ الشريف الحسني; romaniz.: Muhammad ax-Xaikh ax-Xarif al-Hassani; Tagmadarte, região do Drá, em torno de 1490/1491 - Fez, 1557), mais conhecido apenas como Maomé Axeique, foi sultão da dinastia saadiana de Marrocos, que, embora não tenha sido, stricto sensu o seu fundador, foi quem acabou com a dinastia Oatácida.

## Origem
Era o segundo filho de Abu Abedalá Alcaim. Segundo a tradição, quando jovem, na escola corânica, um galo foi pousado na sua cabeça e na do irmão Amade Alaraje, e cantou, o que foi considerado como o anúncio de um destino glorioso. Os dois irmãos receberam uma boa educação religiosa e literária e fizeram a peregrinação a Meca nos arredores de 1506. Cerca de 1510 o seu pai encarrega Amade Alaraje da governança do Suz em seu nome, enquanto guarda Mohammed ao seu lado como tenente, e pratica a guerra santa contra os cristãos em particular os Portugueses de Santa Cruz (Agadir). Durante esse tempo, Abu Abedalá Alcaim beneficiava do apoio dos Oatácidas de Marraquexe que lhe forneciam as armas. Em 1513, Leão, o Africano encontrou  Mohammed como governador da planície e da parte a sul do Alto Atlas, e de fato era independente de seu pai, a quem sucedeu  quando este morreu (1517), enquanto Amade Alaraje recebia o governo dos territórios a norte do Atlas.
Em 1518, faz assassinar Iáia ibne Tafufete, chefe local dos Doukkala, "mouro de paz" que assegurava a colaboração com os portugueses. 
Foi criado em Tarudante que foi fortificada e renomeado Mahammadiyya, e lá construiu a cidadela, a grande mesquita, e o Madraçal. Não aceitava a ocupação Portuguesa de Santa Cruz, mas precisava dos cristãos para o comércio (os Portugueses tinham o monopólio sobre a exportação de açúcar) e para se fornecer em armas. Fez tréguas com os Portugueses de Safim e de Azamor (1524), que renovou dois anos, e, finalmente, após um ataque frustrado contra Santa Cruz, estabeleceu a paz de facto.
Casou-se com a filha do marabu de Tidsi, muito influente com quem mantinha  boas relações (a família residia nesta cidade). Atraiu comerciantes cristãos ao Suz para activar o comércio do couro, da cera, e do açúcar produzido na região.

## Conquista de Santa Cruz do Cabo de Gué
Em outubro de 1524 o seu irmão Amade Alaraje conquistou Marraquexe aos oatácidas, mas os dois irmãos ainda ficavam nominalmente sujeitos à soberania dos oatácidas de Fez. Em Marraquexe Mohammed encontrou artilharia suficiente para um ataque á Santa Cruz que conseguiu conquistar em 12 de março de 1541. Os cativos foram levados para Tarudante e as armas e munições encontradas permitiram-lhe submeter os bérberes insubmissos da região, sempre turbulentos. Casou-se com a filha de Dom Guterre de Monroy, governador da Santa Cruz, Dona Mécia.

## Guerra entre os irmãos
Até então, os dois irmãos "Xarifes", Amade e Mohammed viviam em boa inteligência, mas a distribuição dos despojos ocasionou um conflito entre eles, Amade reclamando a metade do butim, e ano e meio depois da conquista de Santa Cruz, Amade Alaraje atacou seu irmão em Ameskroud (fins de 1542, ou princípios de 1543), sendo derrotado. Mas, em fins de Junho de 1544, Amade Atacou novamente seu irmão (Segundo Marmol, a batalha deu-se perto de Marraquexe, em El-Kahira. Mas Pierre de Cenival, citando a Crónica de Santa Cruz, dá por mais certo o colo de Bibaoun : "Em cima da serra de Baiban" p. 146). Amade foi novamente vencido e refugiou-se com seus filhos na zauia de Cide Abedalá ibne Sassi, situada no oued Tensift. Onde será feito prisioneiro e enviado para Tafilalt com sua família. Mohammed tomou então Marraquexe.

## Luta contra os Oatácidas
Pouco mais tarde Mahammed atacou o rei de Fez, Amade al-Utassi. O primeiro choque deu-se em Umm al-Rabi e foi-lhe favorável, mas concordou com uma trégua, que não tardou a quebrar, Mohammed pedindo a submissão do Sultão rival, o que lhe foi recusado. Mohammed atacou então Fez (1545) e Amade al-Utassi foi feito prisioneiro por dois anos, durante os quais o seu filho Mohammed al-Qâsrî exerceu o governo e lutou contra os Saadianos que ocuparam várias cidades da costa do Atlântico. Amade al-Utassi foi finalmente libertado em 1547 contra o abandono de Mequinez.

## Tomada de Fez
Mas dois anos mais tarde, Maomé Axeique sitiou Fez e após meses de luta, em  31 de janeiro em 1549, a cidade foi tomada, e posto fim de fato à dinastia Oatácida.
Em junho de 1550 enviou seus filhos Maomé Mulei Harrane (Governador de Suz) e Mulei Abdal Cabir, para conquistar Tremecém, mas essa ação não teve êxito, Harrane caindo doente, e morrendo ao cabo de alguns meses, durante o cerco. A cidade  foi conquistada em 09 de junho de 1550, mas depois, pressionado pelos turcos, o exército voltou para Fez.

### Abû Hassûn 'Alî
Nesse momento Alboácem Ali ibne Maomé, tio de Amade al-Utassi, tentando restaurar a dinastia Oatácida, foi buscar a ajuda do rei Carlos V (3 de Setembro em 1550), mas não conseguiu e teve de refugiar-se em Argélia. Em 1552 o sultão otomano Solimão, o Magnífico escreveu a Maomé Axeique para ajustar os limites entre as duas potências no leste do Marrocos, mas o mensageiro foi mal recebido pelo Xarife.
Depois de várias alternativas Alboácem Ali ibne Maomé consegui obter o apoio do odjak dos Janízaros de Argel, e retornou ao Marrocos com uma força argelina comandada por Sale Reis Beilerbei de Argel (1552-1556), derrotando Mohammed nas margens do  Ibnnawen, um afluente do Sebou (janeiro de 1554), e entrou em  Fez (abandonada por Mohammed que deixou todos os seus bens), que foi saqueada pelos turcos (09 de janeiro de 1554). Alboácem Ali ibne Maomé teve então de pagar as somas prometidas ao Ney, e ficou sem os suportes básicos para a sua empresa. Maomé contratacou, e saiu vitorioso duma luta fora da cidade, mas Alboácem Ali ficou dentro das muralhas da cidade. Em 22 de setembro Maomé Axeique recuperou a cidade e aprisionou Alboácem Ali que foi executada (Outubro de 1554). Mohammed permaneceu em Fez até o início de agosto de 1555 e depois de ter deixado como governador o seu filho herdeiro Abedalá Algalibe, e nomeado como governador de Mequinez um outro filho, Abde Almumine, voltou para o Suz.

## Níger e Sudão
Cobiçando a mina de sal de Tagaza a meio caminho entre o cotovelo do Níger e o colo do Drá, convidou o rei de Gao (a quem apartencia a mina) a entregá-la, mas este enviou dois mil tuaregues num ataque contra o Marrocos para mostrar a sua determinação em conservá-la. Em 1557 enviou uma expedição para Tagaza que matou o governador e saquearam uma caravana de sal.  Fez também uma expedição ao Sudão Ocidental, mas foi forçado a recuar.

## Morte
O sultão otomano não perdoou o tratamento de 1552, e enviou uma dúzia de sicários para matar o Xarife.
Os assassinos foram misturados com a comitiva do Sultão, onde quase todos eram turcos e o 23 de outubro de 1557 mataram Maomé Axeique, e  pegaram a sua cabeça, que  foi enviada para Constantinopla. O corpo foi enterrado em Marraquexe, nos túmulos saadianos, na sala de Lalla Masuda.
Em 26 de outubro de 1557, Amade Alaraje o seu irmão, com sete filhos e netos foram executados em Marraquexe, pelo governador da cidade 'Ali ben Bou Beker Azikki, para assegurar a coroa a Abedalá Algalibe, filho de Maomé Axeique, que efectivamente sucede-lhe.